# Sentença
Uma sentença judicial, nos termos do Código de Processo Civil brasileiro (Lei nº. 13.105/2015), é o pronunciamento por meio do qual o juízo, com base nos artigos 485 e 487 do Código de Processo Civil, põe fim à fase cognitiva do procedimento comum, bem como extingue a execução. Ou seja, é a decisão do juízo que extingue o processo sem exame do mérito, ou que resolve o mérito, ainda que não extinga o processo.
O Código de Processo Civil de 1973 definia sentença como o ato pelo qual o juiz põe termo a uma das fases do processo (seja de conhecimento ou de execução, por exemplo), decidindo ou não o mérito da causa.

## No ordenamento jurídico brasileiro

### Sentença no Processo Civil
A antiga redação do Código de Processo Civil afirmava que a sentença era o ato do juiz que punha término ao processo, mas o código atual reconhece  que, mesmo após a sentença, o processo continua, vez que muitas vezes se faz necessária a liquidação da sentença e/ou sua execução. Desta forma, afirmar que a sentença era o ato do juízo que dava fim à causa não era tecnicamente correto.
Vejamos o dispositivo 485 e incisos do novo código de processo civil. A saber.
Art. 485.  O juiz não resolverá o mérito quando:
I - indeferir a petição inicial;
II - o processo ficar parado durante mais de 1 (um) ano por negligência das partes;
III - por não promover os atos e as diligências que lhe incumbir, o autor abandonar a causa por mais de 30 (trinta) dias;
IV - verificar a ausência de pressupostos de constituição e de desenvolvimento válido e regular do processo;
V - reconhecer a existência de perempção, de litispendência ou de coisa julgada;
VI - verificar ausência de legitimidade ou de interesse processual;
VII - acolher a alegação de existência de convenção de arbitragem ou quando o juízo arbitral reconhecer sua competência;
VIII - homologar a desistência da ação;
IX - em caso de morte da parte, a ação for considerada intransmissível por disposição legal; e
X - nos demais casos prescritos neste Código.
Assim, esta sentença se compreende pelo ato do juiz que extingue o processo, sem julgar-lhe a causa, por uma das razões do artigo 485 do Código de Processo Civil. 
Por outro lado, deve-se entender a sentença também como o ato do juiz pelo qual julga a causa em seu mérito de forma parcial ou plena, rejeitando ou provendo seus pedidos (em sua totalidade ou não), na forma do artigo 487. Então vejamos.   
Art. 487.  Haverá resolução de mérito quando o juiz: 
I - acolher ou rejeitar o pedido formulado na ação ou na reconvenção;
II - decidir, de ofício ou a requerimento, sobre a ocorrência de decadência ou prescrição;
III - homologar:
a) o reconhecimento da procedência do pedido formulado na ação ou na reconvenção;
b) a transação;
c) a renúncia à pretensão formulada na ação ou na reconvenção.
Portanto,  neste caso, estamos diante de uma sentença que extingue o processo com exame do mérito.
Se a sentença julga o mérito, diz-se que é definitiva, porque define a lide. Nos demais casos, é meramente terminativa.
Se faz necessária maior atenção para as mudanças que o anteprojeto do novo Código de Processo Civil trará ao ordenamento jurídico brasileiro. Haverá mudanças, por exemplo, no que diz respeito à necessidade de intimação para o cumprimento de sentença.

### Sentença no processo penal
A sentença no Direito Romano, segundo Capez (2012), assim como, mais tarde, no Direito Português, era dividia em dois tipos, a saber a sentença interlocutória e a sentença definitiva. O Direito Canônico apresentava diversas decisões interlocutórias, cabendo recurso de cada uma delas. 
De acordo com Capez (2012), a sentença é "uma manifestação intelectual lógica e formal emitida pelo Estado, por meio de seus órgãos jurisdicionais, com a finalidade de encerrar um conflito de interesses, qualificado por uma pretensão resistida, mediante a aplicação do ordenamento legal ao caso concreto." 
Traz ainda o supracitado autor que "sentença em sentido estrito (ou em sentido próprio) é a decisão definitiva que o juiz profere solucionando a causa. Melhor dizendo, é o ato pelo qual o juiz encerra o processo no primeiro grau de jurisdição, bem como o seu respectivo ofício." (Capez, 2012).
Tomando o a definição inicial da sentença em seu sentido estrito temos a sentença no processo penal dividida em condenatórias, absolutórias e terminativas de mérito. Diferentemente das sanções civis o processo penal tutelam a liberdade do individuo, ou seja seus efeitos são visto diretamente. As nuances da sentença estão previstas no Código de Processo Penal (CPP) nos artigos 381 a 393. Os seus tipos são:

#### Condenatórias
Aquelas que acolhem a pretensão punitiva estatal, ainda que parcialmente. São seus efeitos: a prisão do réu, se for o caso; inserção do nome do réu no rol dos culpados, após o transito em julgado ( art. 5º LVII,da CF); gerar reincidência e repercutir em outros institutos penais, como livramentos condicional e sursis; obrigação de reparar o dano. acrescente-se que na sentença condenatória o juiz deverá fixar o valor mínimo para reparação dos danos causados pela infração, levando em conta os prejuízos sofridos pelo ofendido ( art. 387, IV, do CPP).

#### Absolutórias
Aquelas que não acolhem a pretensão punitiva estatal. Têm como efeitos: colocação do réu em liberdade, se preso, devolução da fiança, se prestada; levantamento de medidas assecuratória, se imposta. subdividem se em duas:
- Próprias: as absolutórias puras, que não impõem qualquer restrição ao acusado (art. 386 do CPP);
- Impróprias: as sentenças que, apesar de absolutórias, impões ao réu medida restritiva, qual seja a medida de segurança.

Ao prolatar decisão absolutória, o juiz está vinculado a uma das hipóteses previstas no art. 386 do Código de Processo Penal (com a nova redação dada pela Lei n. 11.690/2008), conforme seus incisos :
I- Estar provada a inexistência do fato. Trata-se de prova de que o fato, materialmente, não existiu; 
II - Não estar provada a existência do fato. Hipótese diferente da anterior, pois aqui, as provas não foram suficientes para afirmar a inexistência do fato;
III - Não constituir o fato infração penal. Um fato existiu no mundo real, porém, não é considerado crime. Hipótese de fato atípico, 
IV - Estar provado que o réu não concorreu para a infração penal. A autoria ou participação, nesta hipótese, foi devidamente afastada pela prova dos autos; é afirmação categórica de que o réu não contribuiu para a prática do fato
V- Não haver prova de ter o réu concorrido para a infração penal. Não se conseguiu provar, aqui, a autoria delitiva 
VI - Existirem circunstâncias que excluam o crime ou isentem o réu de pena (arts. 20, 21, 22, 23, 26, e § 1 do art. 28, todos do Código Penal), ou houver fundada dúvida sobre sua existência. Hipótese de se verificar a existência de causas excludentes de ilicitude e excludentes de culpabilidade;
VII - Não existir prova suficiente para a condenação. Neste caso, as provas não são seguras de modo a amparar decisão condenatória; apesar de existirem provas, elas não autorizam juízo de certeza para condenação.

### Terminativas de mérito
Aquelas que julgam o mérito da causa, sem, contudo, condenar ou absolver o acusado. É o que ocorre na sentença que declara a extinção da punibilidade. o mérito da causa.
A sentença tem certas formalidades que precisam ser observadas, sob pena, até mesmo, de sua anulação. Ato jurídico de extrema importância que é, está sujeita ao perfeito atendimento dos seguintes requisitos formais:
Relatório (art. 381, I e II, do CPP): é um resumo de tudo o que foi praticado no processo. Deve conter, resumidamente, as teses desenvolvidas pelas partes, sob pena de nulidade. Lembre-se de que, nas infrações apuradas com base na Lei n. 9.099/95, é dispensado o relatório.
Motivação (art. 381, II): aqui deve o magistrado demonstrar as suas razões de convencimento, isto é, deve, por meio da análise da prova e das alegações das partes, dizer por que chegou a determinado entendimento.
Conclusão (art. 381, IV e V, do CPP): é a conclusão do juiz, decidindo a causa. Aqui, ele deve mencionar a indicação dos artigos de lei aplicados, sob pena de nulidade, caso não o faça. 
Capez (2012), escreve ainda a respeito da classificação das sentenças: 
"Vale ainda observar que, quanto ao órgão que prolata as sentenças, podemos ainda classificá-las em:
a) subjetivamente simples: quando proferidas por uma pessoa apenas (juízo singular ou monocrático);
b) subjetivamente plúrimas: são as decisões dos órgãos colegiados homogêneos (ex.: as proferidas pelas câmaras dos tribunais);
c) subjetivamente complexas: resultam da decisão de mais de um órgão, como no caso dos julgamentos pelo Tribunal do Júri em que os jurados decidem sobre o crime e a autoria, e o juiz, sobre a pena a ser aplicada." (p. 528, 529).

#### Formas de conhecimento da sentença
A publicação da sentença se dá em mãos do escrivão, que lavrará o termo nos autos, registrando em livro próprio, conforme dispõe o art. 389 do Código de Processo Penal. Ele próprio providenciará a ciência do Ministério Público, no prazo de três dias (art 391 do CPP).
A intimação da sentença, por seu turno, deverá ser feita (arts. 391 e 392 do CPP):
- Ao querelante ou assistente da acusação, pessoalmente ou na pessoa do advogado, caso não sejam encontrados, será feita por edital, no prazo de dez dias;

- Ao réu preso, pessoalmente;

- ao réu que se livra solto ou tenha prestado fiança, pessoalmente ou ao defensor constituído, caso não tenha sido encontrado. Se este também não for localizado, proceder-se-á a intimação por edital:

- Ao defensor constituído pelo réu contra quem tenha sido expedido mandado de prisão e não tiver sido localizado. Se aquele em não for encontrado, a intimação será por edital

- mediante edital, se o réu que não tiver defensor constituído não for localizado.

Os prazos dos prazos dos referidos editais serão de 90 dias, caso tenha posta pena privativa de liberdade igual ou superior a um ano, e de 60 dias nos demais casos.
Deve-se levar em conta que, em razão do preceituada pelo princípio da ampla defesa, deve ter preferência sempre a intimação pessoal do acusado, apesar do disposto no art. 392 do Código de Processo Penal. Quanto ao defensor, a regra de que for constituído, será intimado via imprensa oficial, e, se for dativo será intimado pessoalmente.

### Tipos de sentença
- Sem resolução de mérito (art. 485 CPC) - extingue o processo sem analisar a questão que se deseja resolver por meio do processo. Não põe fim ao processo, pois ainda caberá recurso dessa decisão. Gera coisa julgada meramente formal, o que possibilita ingresso de nova ação pretendendo o mesmo objetivo, desde que sanados, ou não (já que o direito de ação é sagrado), os eventuais "vícios" que levaram à extinção sem resolução de mérito.[3]

É também chamada de terminativa.
- Com resolução de mérito (art. 487 do CPC) - são as que resolvem o litígio, dão uma resposta (tutela) à necessidade das partes no caso concreto. Pode ser atacada por apelação. Gera coisa julgada material, o que impossibilita ingresso de nova ação para decidir o mesmo mérito, porém, pode ser atacada por ação rescisória.

É também chamada de definitiva.

### Requisitos da sentença
Os requisitos estão expressos no artigo 489 do Código de Processo Civil e são essenciais:
a) relatório: é o resumo do que contêm os autos, como a qualificação das partes, quais as pretensões do autor, as razões que fundaram seu pedido, a resposta do requerido/réu, além do registro de tudo que ocorreu no transcorrer do processo, descrevendo-o em seus termos essenciais, até o momento da sentença. No juizado, o relatório é dispensado.
A falta do relatório acarreta nulidade da sentença. Se existente o relatório, ainda que muito sucinto, é válida a sentença. É o documento que vai assegurar à parte vencedora o seu direito.
b) fundamentação: são as razões que levaram o juiz a decidir dessa ou daquela forma. Revela a argumentação seguida pelo juiz, servindo de compreensão do dispositivo e também de instrumento de aferição da persuasão racional e lógica da decisão. Sua falta também gera nulidade.
A fundamentação é garantia prevista no artigo 93, inciso IX, da Constituição Federal. 
O juiz não pode deferir ou indeferir um pedido sem fundamentar. No Brasil, cada prova não tem um valor pré-determinado pela lei. O juiz é livre para decidir, desde que o faça em consonância com as provas dos autos e fundamente sua decisão, o que é chamado princípio do livre convencimento motivado ou princípio da persuasão racional.
O juiz somente pode decidir sobre questões propostas no processo. Se analisar fora do pedido a sentença, nessa parte, será nula, o que, no meio jurídico, é chamado de extra petita. Se foi julgado além do pedido é chamado ultra petita. Ao contrário, se o juiz não analisar todos os pedidos, é chamada citra petita.
c) dispositivo: é a conclusão, o tópico final em que, aplicando a lei ao caso concreto, segundo a fundamentação, acolhe ou rejeita, no todo ou em parte, o pedido formulado pelo autor.
A falta de dispositivo não leva à nulidade, mas ao fato da sentença ser considerada como inexistente. É esta parte da sentença que transita em julgado, ao contrário do que está contido na fundamentação, que não transita em julgado.

### Classificação das sentenças
Segundo a teoria quinária de Pontes de Miranda, as sentenças são classificados em cinco modalidades, segundo a sua eficácia:
- Sentença declaratória: declara a existência ou inexistência de uma relação jurídica.
- Sentença constitutiva: cria ou modifica uma relação jurídica. Há constituição de um novo estado jurídico.
- Sentença condenatória: "condena" o réu à prestação de uma obrigação. Alguns doutrinadores dizem que a condenação diz respeito à pecúnia, em que a parte desfavorecida da sentença (erroneamente chamada de vencida), literalmente tem de pagar à parte favorecida (erroneamente chamada de vencedora), excluindo as obrigações ativas e omissivas, as quais atribuem como mandamentais. Outros, além desta, ainda englobam a obrigação de fazer e de não fazer.
- Sentença mandamental: contém uma ordem expedida para que alguma das partes cumpra um fazer ou um não fazer.
- Sentença executiva: é a sentença que determina, no seu próprio corpo e, portanto, sem a necessidade de iniciativa por parte do autor, que o provimento jurisdicional seja efetivado.

Ainda existem as três classificações da sentença em relação à amplitude de análise do pedido da parte:
- Sentença citra petita: o juiz é omisso a um ou mais dos pedidos do autor, é validável desde que a parte não se opuser.
- Sentença ultra petita: o juiz dá à parte mais do que o postulado, é reformável para adequação.
- Sentença extra petita: o juiz decide e dá tutela diversa da postulada pela parte é totalmente nula.

Capez (2012) escreve também sobre os efeitos da sentença. Aqui há uma divisão dos efeitos das sentenças, de acordo com sua classificação em sentidos estrito. Vejamos o que diz o ilustre doutrinador a respeito do tema: 
"Efeitos da sentença absolutória:
Os efeitos da sentença absolutória são os previstos no art. 386, parágrafo único, com a redação determinada pela Lei n. 11.690/2008 (“I —mandará, se for o caso, pôr o réu em liberdade; II — ordenará a cessação das medidas cautelares e provisoriamente aplicadas; III — aplicará medida de segurança, se cabível”; v. Súmula 422 do STF). A lei, portanto, aboliu a referência à cessação das penas acessórias provisoriamente aplicadas, anteriormente previstas no inciso II.
Transitada em julgado a sentença, deve ser levantada a medida assecuratória consistente no sequestro (art. 125) e na hipoteca legal (art. 141). A fiança deve ser restituída (art. 337 com redação determinada pela Lei n. 12.403/2011).
A decisão impede que se argua a exceção da verdade nos crimes contra a honra (CP, art. 138, § 3º, III; CPP, art. 523)." (Capez, 2012, p. 539). 
Sobre os efeitos da sentença condenatória, Capez (2012) discorre: 
"São efeitos da sentença condenatória:
a) certeza da obrigação de reparar o dano resultante da infração: nesse ponto a sentença é meramente declaratória, uma vez que a obrigação de reparar o dano surge com o crime, e não com a sentença (CPP, art. 63, com a redação determinada pela Lei n. 11.719/2008; CPC, art. 575, IV);
b) perda de instrumentos ou do produto do crime: conforme art. 91, II, do Código Penal;
c) outros efeitos previstos no art. 92 do Código Penal (vide incisos: a perda do cargo, função pública...);
d) prisão do réu: no tocante à prisão decorrente de sentença condenatória recorrível, convém informar que o art. 594 do CPP, que dispõe que o réu não poderá apelar sem recolher-se à prisão, ou prestar fiança, salvo se for primário e de bons antecedentes, assim reconhecido na sentença condenatória, ou condenado por crime de que se livre solto, foi revogado expressamente pela Lei n. 11.719/2008. Da mesma forma, o art. 595 do CPP também acabou sendo revogado pela Lei n. 12.403/2011, pois se o réu não precisa recolher-se à prisão para recorrer, caso fuja, a apelação não poderá se tornar deserta. Cumpre consignar que, na atual sistemática do Código de Processo Penal, “o juiz decidirá, fundamentadamente, sobre a manutenção ou, se for o caso, imposição de prisão preventiva ou de outra medida cautelar, sem prejuízo do conhecimento da apelação que vier a ser interposta” (CPP, art. 387, parágrafo único). Assim, o réu somente será preso se estiverem presentes os requisitos da prisão preventiva e a sua segregação cautelar deixou de ser condição para o conhecimento do recurso. Também foi revogado pela Lei n. 12.403/2011 o art. 393, I, do CPP, o qual considerava como efeitos da sentença condenatória recorrível: “ser o réu preso ou conservado na prisão, assim nas infrações inafiançáveis, como nas afiançáveis enquanto não prestar fiança”, na medida em que a prisão deixou de ser um efeito automático da condenação. Finalmente, o art. 408, §§ 1º e 2º, do CPP, que impunha a prisão do réu quando da sentença de pronúncia, salvo se primário e portador de bons antecedentes, foi revogado pela Lei n. 11.689/2008, passando-se a exigir, em seu art. 413, § 3º, que o juiz decida motivadamente no caso de manutenção, revogação ou substituição da prisão ou medida restritiva de liberdade anteriormente decretada e, tratando-se de acusado solto, sobre a necessidade da decretação da prisão ou imposição de quaisquer das medidas previstas no Título IX do Livro I do Código.
Agora, antes da condenação definitiva, o sujeito só pode ser preso em três situações: flagrante delito, prisão preventiva e prisão temporária (CPP, art. 283, com a redação determinada pela Lei n. 12.403/2011). Em momento anterior à sentença final, só haverá prisão se demonstradas a sua necessidade e urgência. Mesmo assim, se couberem outras medidas coercitivas menos drásticas, como, por exemplo, obrigação de comparecer ao fórum mensalmente, proibição de se ausentar da comarca, submeter-se ao monitoramento eletrônico etc., não se imporá a prisão preventiva (CPP, art. 319);
e) lançamento do nome no rol dos culpados (art. 393, II): Por força do art. 5º, LVII, da CF, o lançamento do réu no rol dos culpados jamais poderia ocorrer antes do trânsito em julgado da decisão final. De qualquer modo, a Lei n. 12.403/2011, em seu art. 4º, cuidou de revogar expressamente aludido dispositivo legal." (Capez, 2012, p.540, 541)

## Sentença e Teoria do Direito
As sentenças, além de seu significado instrumental e formal, possuem ainda grande importância nas discussões de teoria do direito envolvendo o papel do juiz, sua legitimidade e discricionariedade.
De forma ampla, podemos dizer que, como manifestação mais clara do poder decisório do juiz, a sentença é um dos planos de debate entre positivismo e moralismo jurídicos, uma vez que a primeira teoria defende a legitimidade da sentença como resultado da determinação da mesma pela estrutura do ordenamento, enquanto a segunda sustenta a inclusão de princípios e valores morais no sentido amplo no processo decisório, através do processo de ponderação.
Diversos teóricos positivistas, como H. L. A. Hart, defendem que a sentença, e o poder do juiz como um todo, são legitimados pelas fontes institucionais que lhes concederam este poder, estando submetido simplesmente à aplicação "fria" da lei através da interpretação e do enquadramento de determinado fato a determinada norma, vez que estas normas também contam com a legitimidade derivada da distribuição do poder.

Por outro lado, autores moralistas como Ronald Dworkin sustentam a relativização da legitimidade da sentença e da atividade jurisdicional, associando-a necessariamente a uma "comunidade de valores" emanada pela sociedade e, nesta visão, compositora do direito como um todo. A mera interpretação fria da lei não seria, para estes teóricos, suficientes para garantir a legitimidade de uma sentença, sendo necessária a inserção da ponderação de princípios jurídicos para determinar a decisão final. Este ponto de vista se sustenta ainda pela argumentação de que os princípios são, além de necessários para tornar a sentença mais próxima da realidade da sociedade, também fundamentais para suprir as lacunas existentes na legislação e para reduzir a discricionariedade dos juízes ao tentar ultrapassar estes obstáculos.